# Fabio Ilacqua
Fabio Ilacqua (Varese, 8 ottobre 1975) è un cantautore, paroliere e compositore italiano.

## Biografia
Nato a Varese ma originario del sud, padre siciliano e madre calabrese, dopo il liceo artistico A. Frattini di Varese studia all'Accademia di belle arti di Brera.
Come cantautore vince nel 2007 il festival Musicultura con il brano La città giardino.
Come autore ha vinto il Festival di Sanremo 2016 nella sezione "Nuove Proposte" con il brano Amen, cantato da Francesco Gabbani, aggiudicandosi anche il premio dedicato a Sergio Bardotti per il miglior testo. I due vinceranno anche l'anno successivo nella categoria "Big" con Occidentali's Karma.
Ha collaborato come autore con interpreti come Paola Turci, Marco Mengoni, Mina, Adriano Celentano, Red Canzian, Loredana Berté, Massimo Ranieri, Simona Molinari, Davide Van De Sfross, Francesco Guccini, .
Nel 2021 arrangia e scrive diversi brani dell'album Unica di Ornella Vanoni, prodotto da Mauro Pagani, con la quale duetta in La mia parte.
Nello stesso anno partecipa all'album omaggio a Francesco Guccini, Note di viaggio, cantando con Mauro Pagani Canzone delle domande consuete.
Nel 2022 è autore di Lettera di là dal mare, di cui cura anche l'arrangiamento, interpretata da Massimo Ranieri al Festival di Sanremo 2022. Il brano ha vinto il prestigioso premio della critica Mia Martini.
Arrangia e produce l'album Petali di Simona Molinari. Suoi i singoli estratti Tempo da consumare e Lei balla sola.
Suo il singolo Tanatosi contenuto nel primo album di Drusilla Foer.
È dello stesso anno la collaborazione con Francesco Guccini per il quale arrangia e produce Canzoni da intorto, un concept album nato da un'idea a lungo accarezzata dal cantautore modenese e realizzato per BMG, che vede nel 2023 la sua naturale prosecuzione con Canzoni da Osteria.
L'8 novembre 2024 Ilacqua pubblica per Bmg il suo album solista intitolato Passo 01/. 

## Vita privata
Ilacqua svolge l'attività di agricoltore, coltivando terreni nella frazione di Casbeno di Varese. È anche pittore e vive in grande riservatezza, senza neppure possedere un telefono cellulare.

## Canzoni
È autore di diversi brani, alcuni dei quali sono:
| Anno | Titolo                      | Interprete                        | Autori del testo                  | Autori della musica                                   |
| ---- | --------------------------- | --------------------------------- | --------------------------------- | ----------------------------------------------------- |
| 2016 | Amen                        | Francesco Gabbani                 | Fabio Ilacqua                     | Francesco Gabbani                                     |
| 2016 | A un passo da te            | Mina e Adriano Celentano          | Fabio Ilacqua                     | Fabio Ilacqua                                         |
| 2016 | Se imparassimo              | Marco Mengoni                     | Fabio Ilacqua e Marco Mengoni     | Fabio Ilacqua e Michele Canova Iorfida                |
| 2017 | Occidentali's Karma         | Francesco Gabbani                 | Fabio Ilacqua e Francesco Gabbani | Francesco Gabbani, Filippo Gabbani e Luca Chiaravalli |
| 2017 | La prima volta al mondo     | Paola Turci                       | Fabio Ilacqua, Paola Turci        | Fabio Ilacqua, Luca Chiaravalli                       |
| 2017 | Tra le granite e le granate | Francesco Gabbani                 | Fabio Ilacqua e Francesco Gabbani | Francesco Gabbani, Luca Chiaravalli, Filippo Gabbani  |
| 2017 | Pachidermi e pappagalli     | Francesco Gabbani                 | Fabio Ilacqua                     | Francesco Gabbani, Luca Chiaravalli, Filippo Gabbani  |
| 2017 | A moment of silence         | Francesco Gabbani                 | Fabio Ilacqua                     | Fabio Ilacqua                                         |
| 2017 | La mia versione dei ricordi | Francesco Gabbani                 | Fabio Ilacqua                     | Francesco Gabbani                                     |
| 2018 | Babilonia                   | Loredana Bertè                    | Fabio Ilacqua                     | Fabio Ilacqua                                         |
| 2018 | Libertè                     | Loredana Bertè                    | Fabio Ilacqua                     | Fabio Ilacqua                                         |
| 2018 | Anima carbone               | Loredana Bertè                    | Fabio Ilacqua, Loredana Bertè     | Fabio Ilacqua                                         |
| 2018 | Tutti in paradiso           | Loredana Bertè                    | Fabio Ilacqua                     | Fabio Ilacqua                                         |
| 2018 | Buona vita                  | Marco Mengoni                     | Fabio Ilacqua                     | Fabio Ilacqua, Marco Mengoni                          |
| 2018 | La casa azul                | Marco Mengoni                     | Fabio Ilacqua                     | Fabio Ilacqua, Marco Mengoni                          |
| 2018 | La ragione del mondo        | Marco Mengoni                     | Fabio Ilacqua                     | Fabio Ilacqua, Marco Mengoni                          |
| 2018 | Amalia                      | Marco Mengoni                     | Fabio Ilacqua                     | Fabio Ilacqua, Marco Mengoni                          |
| 2018 | I giorni di domani          | Marco Mengoni                     | Fabio Ilacqua                     | Fabio Ilacqua, Marco Mengoni                          |
| 2018 | Dialogo tra due pazzi       | Marco Mengoni                     | Fabio Ilacqua                     | Fabio Ilacqua, Marco Mengoni                          |
| 2019 | La vita copiata in bella    | Paola Turci                       | Fabio Ilacqua                     | Fabio Ilacqua                                         |
| 2020 | Mia ragione                 | Massimo Ranieri                   | Fabio Ilacqua                     | Fabio Ilacqua                                         |
| 2021 | Isole viaggianti            | Ornella Vanoni                    | Fabio Ilacqua                     | Fabio Ilacqua                                         |
| 2021 | Specialmente quando ridi    | Ornella Vanoni                    | Fabio Ilacqua, Ornella Vanoni     | Fabio Ilacqua                                         |
| 2021 | Tu/Me                       | Ornella Vanoni, Virginia Raffaele | Fabio Ilacqua, Ornella Vanoni     | Fabio Ilacqua                                         |
| 2021 | La mia parte                | Ornella Vanoni, Fabio Ilacqua     | Fabio Ilacqua                     | Fabio Ilacqua                                         |
| 2021 | Nuda sull'erba              | Ornella Vanoni                    | Fabio Ilacqua e Ornella Vanoni    | Fabio Ilacqua                                         |
| 2021 | Niente è andato perso       | Mina e Adriano Celentano          | Fabio Ilacqua                     | Fabio Ilacqua                                         |
| 2021 | Tempo da consumare          | Simona Molinari                   | Fabio Ilacqua                     | Fabio Ilacqua                                         |
| 2022 | Lettera di là dal mare      | Massimo Ranieri                   | Fabio Ilacqua                     | Fabio Ilacqua                                         |
| 2022 | Lei balla sola              | Simona Molinari                   | Fabio Ilacqua                     | Fabio Ilacqua                                         |
| 2022 | Volevamo solo essere felici | Francesco Gabbani                 | Fabio Ilacqua                     | Fabio Ilacqua, Francesco Gabbani                      |
| 2022 | Respira                     | Marco Mengoni                     | Fabio Ilacqua                     | Fabio Ilacqua, Marco Mengoni                          |
| 2022 | Ancora una volta            | Marco Mengoni, Samuele Bersani    | Fabio Ilacqua                     | Fabio Ilacqua                                         |
| 2022 | Unatoka wapi                | Marco Mengoni                     | Fabio Ilacqua                     | Fabio Ilacqua, Marco Mengoni                          |
| 2023 | L'abitudine                 | Francesco Gabbani                 | Fabio Ilacqua                     | Fabio Ilacqua, Francesco Gabbani                      |
| 2023 | In tempo                    | Marco Mengoni                     | Fabio Ilacqua                     | Fabio Ilacqua, Marco Mengoni                          |
| 2023 | The damned of the earth     | Marco Mengoni                     | Fabio Ilacqua                     | Fabio Ilacqua, Marco Mengoni                          |
| 2023 | Tanatosi                    | Drusilla Foer                     | Fabio Ilacqua                     | Fabio Ilacqua                                         |
| 2024 | Album - Passo.01/           | Fabio Ilacqua                     | Fabio Ilacqua                     | Fabio Ilacqua                                         |
| 2024 | Vengo a fidarmi di te       | Francesco Gabbani                 | Fabio Ilacqua                     | Fabio Ilacqua, Francesco Gabbani                      |